# Pocillopora verrucosa
Pocillopora verrucosa är en korallart som först beskrevs av Ellis och Daniel Solander 1786.  Pocillopora verrucosa ingår i släktet Pocillopora och familjen Pocilloporidae. IUCN kategoriserar arten globalt som livskraftig. Inga underarter finns listade i Catalogue of Life.